# Юнг, Теодор (художник)
Теодор Юнг (фр. Théodore Jung; 1803, Париж — 1865) — французский художник-баталист немецкого происхождения.

## Биография
Большую часть жизни провел в Страсбурге и Париже. С конца сороковых годов XIX века посвятил себя, главным образом, изображению батальных и натуралистических сцен и апологетике Наполеона. Автор многочисленных картин на тему въезда императора в Париж и проезда его кортежа под Триумфальной аркой, акварелей и гравюр.
Среди его учеников самым известным был парижский художник Гаспар Гобо (1814—1882), который, как и Юнг, был баталистом.

## Избранные полотна
- Bataille de Vauchamp, 14 février 1814, à midi
- Combat de Lesmont, 2 février 1814, à 4 heures du soir
- Bataille de Craonne, 7 février 1814, à 10 heures du matin
- La bataille de Toulouse, 10 avril 1814 à 4 ou 5 heures de l’après-midi
- Bataille de Valmy de 3 à 4 heures du soir, le 20 septembre 1792
- Bataille de Valmy à 11 heures du matin, le 20 septembre 1792
- Distribution des Aigles par le prince Louis-Napoléon, le 10 mai 1852
- Entrée de Napoléon III à Paris ou "Napoléon III passant ses troupes en revue

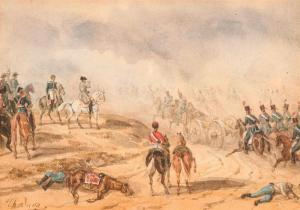
Атака французских войск
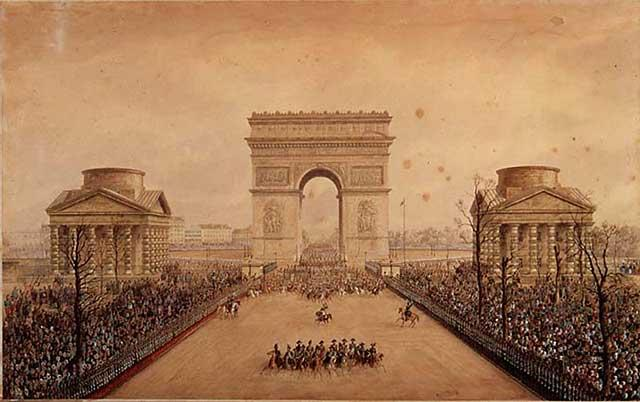
Въезд Наполеона III в Париж
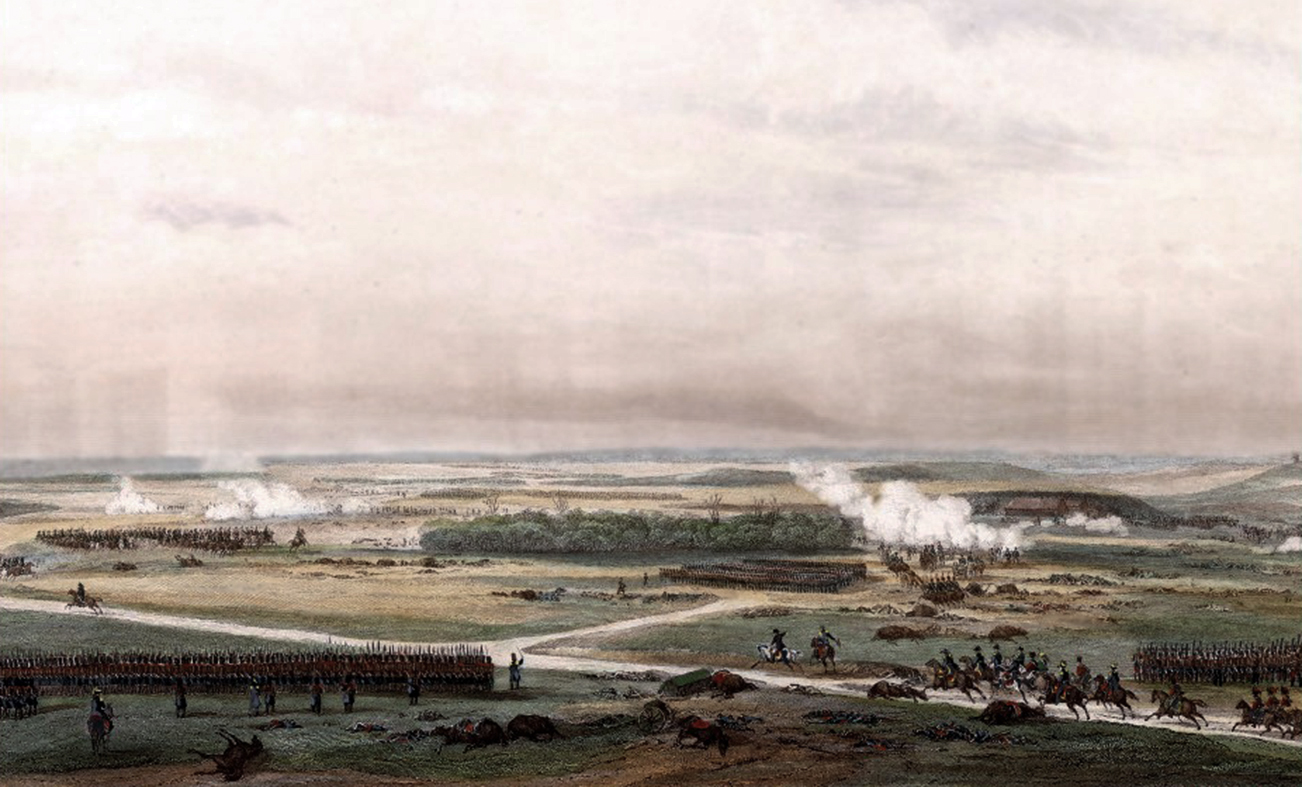
Сражение при Краоне
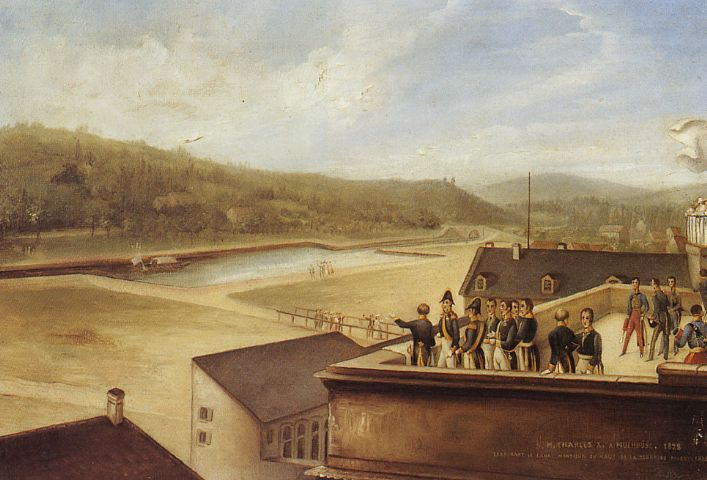
Король Карл X в 1828 осматривает канал Рейн — Рона